# 오쿠시라타키 신호장
오쿠시라타키 신호장(일본어: 奥白滝信号場)은 일본 홋카이도 몬베쓰 군 엔가루정에 위치한 홋카이도 여객철도 세키호쿠 본선의 신호장이다.

## 구조
2개 선로의 열차 교환이 가능하다. 예전에는 상대식 승강장 2면 2선을 가지고 있던 역이었다. 가미코시 방향에 측선이 1개 있다.
구 역사는 보선 요원의 대기소로서 사용되었다. 정면 입구는 판으로 막혀 있다.

## 역 주변
- 국도 제333호선
- 가미카와 몬베쓰 자동차도
  - 오쿠시라타키 나들목
  - 시라타키 휴게소

## 역사
- 1932년 10월 1일 : 일본국유철도의 역으로서 개업. 일반역.
- 1974년 10월 1일 : 화물 취급 폐지.
- 1983년 1월 10일 : 소화물 취급 폐지. 무인화.
- 1986년 11월 1일 : 이 날의 다이어 개정에 의해, 토요일의 등교일 이외는 하루 왕복 1회 정차로 한다.
- 1987년 4월 1일 : 일본국유철도 분할 민영화에 의해, 홋카이도 여객철도가 승계.
- 1992년 3월 14일 : 이 날의 다이어 개정에 의해, 토요일의 등교일에 행해졌던 시라타키 - 엔가루 간 정기열차의 당역 연장을 폐지. 모든 날의 하루 왕복 1회 정차로 한다.
- 2001년 7월 1일 : 역 업무를 폐지. 신호장으로서 운용 개시.

## 인접 역
| 세키호쿠 본선                     | 세키호쿠 본선   | 세키호쿠 본선              |
| --------------------------------- | --------------- | -------------------------- |
| 가미코시 신호장 신아사히카와 방면 | ■ 세키호쿠 본선 | 시라타키 A45 아바시리 방면 |